# Solvay Brussels School of Economics and Management
Pour les articles homonymes, voir Solvay.
 (février 2017).
 (février 2013).
La Solvay Brussels School of Economics and Management (SBS-EM) est la faculté d’économie et de gestion de l’Université libre de Bruxelles (ULB). Elle est le résultat de la fusion, en 2008, de l’école de commerce de l’ULB, fondée par Ernest Solvay en 1903, avec le département d’économie de l’ULB, fondé en 1899 grâce au soutien financier d’Ernest Solvay.
Classée 57e école européenne de gestion des affaires au classement du Financial Times, accréditée des labels AMBA, EQUIS et Qfor, elle offre une trentaine de programmes qui accueillent chaque année plus de 3 700 étudiants.
De 2011 à 2017, l'économiste Bruno van Pottelsberghe (en) en a été le doyen, prenant ainsi la succession de Mathias Dewatripont (président, puis doyen), Alain Eraly (président) et avant cela, de Philippe Biltiau (président).
Depuis janvier 2018, la faculté a pour la première fois de son histoire un doyen externe, Philip Vergauwen, anciennement doyen de la Faculté d'Économies et de Management de l'Université de Maastricht.

## Histoire
L’École de commerce Solvay est fondée en 1903 par Ernest Solvay, industriel ayant fait fortune dans l’industrie de la soude caustique via l’invention du procédé Solvay. L’école de commerce se trouve alors dans le Parc Léopold, qui l’héberge jusqu’en 1955.
La philosophie de l’école sera directement inspirée de celle de son fondateur : « Les affaires, l’industrie et le commerce régis par des lois scientifiques. » Néo-positiviste, il considère que le progrès de l’humanité passe par le développement des sciences, et c’est ainsi que le programme de l’école comporte des cours de mathématiques, physique et chimie et met l'accent sur les techniques industrielles. Le programme contient aussi aussi des enseignements de culture générale (histoire, littérature et sociologie entre autres). Le principe qui prévaut est de « préparer un petit nombre de jeunes gens très entraînés plutôt qu’un grand nombre de porteurs de diplômes », ainsi que le résume cette maxime que l’on retrouve dans une brochure de présentation de 1912 : « le régime de l’École est sévère ».
Enfin, sa création bénéficie aussi d’un contexte économique favorable : Léopold II publie une note dans laquelle il ne cache pas son intérêt pour « les sciences des affaires », et l’acquisition des colonies ainsi qu’une industrie belge prospère créait une forte demande pour des gens formés capables de comprendre les problèmes économiques et de société.
En 1904, une quatrième année fut ajoutée au programme initial afin d’accentuer les compétences mathématiques et scientifiques des étudiants.
Durant la guerre de 14–18, les cours furent suspendus et l’armée allemande de réserve s'est installée dans les locaux de l’école sous occupation.
En 1955, après la Seconde Guerre mondiale, l’École de commerce Solvay quitte ses bâtiments pour rejoindre le campus du Solbosch, où se trouvent déjà plusieurs facultés de l’université libre de Bruxelles.
En 1964, à la suite de la loi du 21 mars 1964 sur la collation des grades académiques, le cursus d’ingénieur commercial augmente d’une année, passant à 5 ans,, et permet de mettre de nouvelles disciplines en valeur telles que la finance, la fiscalité ou encore le marketing.
À partir des années 1970, l’École commence à élargir sa gamme de programmes éducatifs, mettant notamment en place plusieurs programmes d’Executive Education. Des cours de langues, optionnels puis obligatoires, sont également introduits dans le programme de cours. En 1990, dans la même optique, naît le premier programme de maîtrise en administration des affaires de l’école.
En 1994, est créé un programme de Master Solvay au Vietnam, en partenariat avec l’université nationale de Hô Chi Minh-Ville.
En 2004, sa volonté de peser sur la scène internationale pousse l’École à changer de nom : on ne parle plus de « l’École de commerce Solvay », mais de la « Solvay Business School ».
En 2008, la Solvay Business School fusionne avec le département de sciences économiques de l’université libre de Bruxelles pour devenir la Solvay Brussels School of Economics and Management. Cette fusion permet à l’École d’améliorer sa position en ce qui concerne la recherche scientifique, possédant dès lors trois centres de recherche internationaux (Centre Émile Bernheim, Ecares, Dulbea) offrant chacun des formations doctorales dans les domaines de la gestion, des sciences économiques ainsi que de la statistique.
En 2010, la nouvelle entité fait construire un nouveau bâtiment sur le campus du Solbosch et devient une faculté à part entière de l’Université libre de Bruxelles.

## Situation sur le campus

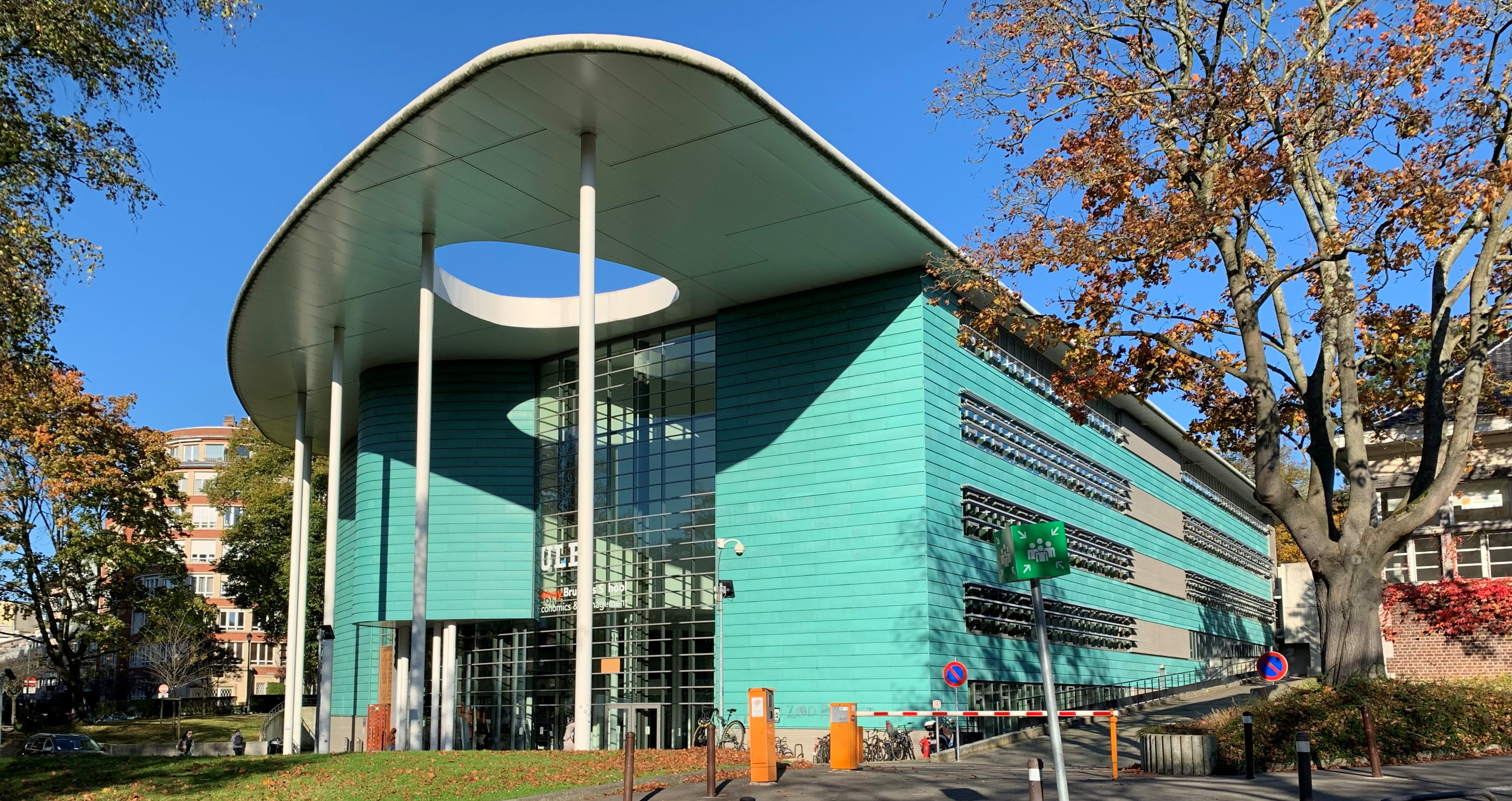
Solvay Brussels School

La Solvay Brussels School of Economics and Management est implantée à Bruxelles et les cours sont tous donnés sur le campus du Solbosch de l’Université libre de Bruxelles.
Depuis septembre 2010, la Solvay Brussels School of Economics and Management s’est installée dans de nouveaux bâtiments, en grande partie réalisés grâce au soutien financier du réseau alumni de la SBS-EM.

### Viêt Nam
Depuis 1996, quatre programmes sont délivrés en anglais à Hanoï ou Hô Chi Minh-Ville (Viêt Nam) : un Part time MBA, un Master in Public Management, un Master in Business and Marketing Management et un Master in Quality Management. L’école est en train de transformer ses programmes au Vietnam en une université européenne de gestion autonome : l’école s’est associée à CFGV (France), l’EFMD et d’autres universités européennes pour former cette université au Vietnam qui devrait ouvrir ses portes en 2020[source secondaire souhaitée].

## Internationalisation

### Programme d'échange international et Erasmus
Les étudiants de la Solvay Brussels School of Economics and Management ont la possibilité d’effectuer un semestre d’échange en Belgique ou à l’étranger durant leur première ou deuxième année de master. Suivant le master choisi, cet échange est obligatoire ou optionnel.

## Classements
- Financial Times 2020 :
  - 67e mondial pour son Master in Business Engineering[8] (Top 90 Masters in Management) ;
  - 73e mondial pour sa formation continue (Top 75 open enrolment programme providers[9]) ;
  - 70e école de gestion des affaires en Europe, tous programmes confondus[10] (Top 90 European Business Schools).
- QS TOP MBA 2018 : 1re en Belgique, 36e européen pour son Executive MBA[11].
- REPEC 2020 : 1re en Belgique, 10e mondial pour la recherche en économie (Top 25 % Business Schools)[12]

Solvay dispose aussi des labels de qualité EQUIS pour une durée de 3 ans, Qfor, AMBA.

## Recherche
La recherche au sein de la Solvay Brussels School of Economics and Management s’axe autour de trois centres majeurs :
- ECARES : Le European Center for Advanced Research in Economics and Statistics est un centre de recherche se spécialisant notamment dans les domaines de l’économie pure, de l’économie quantitative ainsi que de la statistique. De par son rattachement à l’Institut d’études européennes de l’ULB, le centre ECARES a développé une connaissance particulière dans le domaine de l’économie de l’Union européenne et de sa construction. ECARES s’inscrit aujourd’hui dans le top 10 européen[14] ;
- CEB : Le Centre Émile Bernheim est, lui, spécialisé dans les domaines de l’économie appliquée et de la gestion. Ses principaux domaines d’activité concernent notamment la recherche en finance, en marketing, en économie internationale, sur la stratégie ou encore les mathématiques appliquées au domaine de la gestion. De plus, deux centres de recherche sont rattachés au CEB, à savoir le Centre d’études économiques et sociales de l’environnement (CEESE) ainsi que le Centre for European Research in Microfinance (CERMi) ;
- DULBEA : Il s’agit du département d’économie appliquée de l’ULB. Ce centre de recherche s’intéresse notamment aux domaines de l’économie régionale, de l’économie du genre, de l’économie de la santé ou encore de l’économie du travail et de l’emploi.

## Vie étudiante

### Associations étudiantes à la SBS-EM
Le Cercle commercial, fondé en même temps que l’école en novembre 1905, s’occupait à ses débuts de la représentation étudiante, de l’impression des syllabus de cours et de l’organisation des activités festives ou folkloriques.
Aujourd’hui deux associations étudiantes se partagent ces missions.
Le Cercle Solvay : Le Cercle, fondé en 1905.
Le Bureau étudiant Solvay : Le Bureau étudiant Solvay (BESolvay) est une association étudiante (ABSL) comptant plus d'une centaine de membres actifs, 13 comités, et environ 50 administrateurs. Le BESolvay fut fondé en 1994, en même temps que les autres bureaux étudiants de l'ULB à la suite du mouvement étudiant de Mai 68. Il représente officiellement les intérêts de tous les étudiants de la SBS-EM au sein et en dehors de l'université et de l'école.

## Solvay Alumni et anciens étudiants

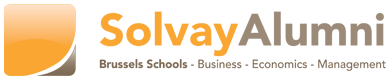
Logo actuel de la SBSA.

La Solvay Schools Alumni Association ou SSA, fondée en 1933, représente [Quand ?] l’ensemble des anciens diplômés de la SBS-EM et de ses satellites. La Solvay Brussels School Alumni Association compte actuellement plus de 25 000 anciens[source insuffisante] étudiants.
L'école compte notamment parmi ses anciens étudiants : 
- Jean Van Hamme (Romancier et scénariste des bandes dessinées XIII, Largo Winch et Thorgal),
- Pierre Drion (Petercam DeGroof),
- Gilles Samyn (CEO de la Compagnie Nationale à Portefeuille ou CNP),
- André Oleffe (ancien Ministre Belge de l'Économie),
- Jean-Paul Philippot (CEO de la RTBF),
- Bruno Colmant (ancien CEO NYSE Euronext et CEO Degroof Petercam),
- Stéphanie Heng, politologue ;
- Christian Jourquin (ex-CEO de Solvay S.A.),
- Jacques Simonet (Ancien Politicien belge, Ministre-Président de la Région Bruxelles-Capitale),
- Michel Vanden Abeele (former Director-General of the European Commission, Director-General of Eurostat and Permanent Representative of the European Commission to the OCDE and UNESCO),
- Daniel Weekers (créateur de Canal + Belgique et BeTV),
- Mathias Dewatripont (Professeur d'Économie ULB et MIT, Prix Francqui 1998, et depuis 2011, directeur de la BNB),
- Daniel Janssen (ancien président de la FEB et membre de l'Académie royale de Belgique),
- Nicolas Steisel (cofondateur de la chaîne de restauration Exki),
- Lost Frequencies (DJ, compositeur et réalisateur artistique),
- Sebastien Lebbe (cofondateur de Wooclap),
- Alexander De Croo (Premier ministre belge)[17],
- Alex Vizorek (comédien, humoriste et animateur).